# Autostrada A656 (Niemcy)
Autostrada A656 (niem. Bundesautobahn 656 (BAB 656) także Autobahn 656 (A656)) – autostrada w Niemczech przebiegająca z północnego zachodu na południowy wschód, łącząca autostradę A6 z autostradą A5 i jednocześnie Mannheim z Heidelbergiem w Badenii-Wirtembergii.

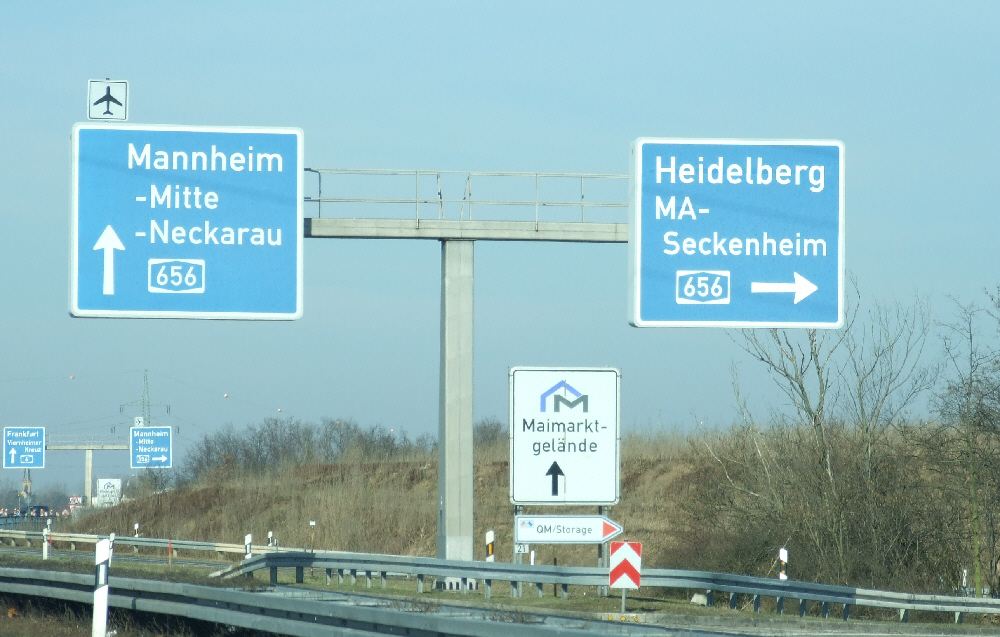
Wjazd na A656 z A6